# Raport z N.
Raport z N. – czwarty singel zespołu Lady Pank. Na singlu na stronie A znalazł się utwór tytułowy oraz na stronie B „Rysunkowa postać”. W utworze „Raport z N”. wykorzystano rzadki w muzyce rockowej saksofon, a jego tekst opisuje zdarzenie, które dotknęło wokalistę zespołu przed koncertem w Nowym Sączu - stąd tytuł utworu. Utwór ten został po raz pierwszy zaprezentowany w sylwestrowym programie telewizyjnym 1984/1985. „Rysunkowa postać” miała ilustrować serial animowany O dwóch takich, co ukradli księżyc jednak nie znalazła się na ścieżce dźwiękowej serialu ani też na albumach: O dwóch takich, co ukradli księżyc i O dwóch takich, co ukradli księżyc cz. 2. Kompozytorem obu utworów jest Jan Borysewicz, a autorem tekstów Andrzej Mogielnicki.
Do nagrania partii saksofonu zespół zaprosił saksofonistę grupy Jan Kowalski – Wojciecha Szczęcha, jednak w teledysku instrument ten przewrotnie obsługiwał perkusista Jarosław Szlagowski.

## Skład zespołu
- Jan Borysewicz – gitara solowa, chórki
- Janusz Panasewicz – śpiew
- Paweł Mścisławski – bas, chórki
- Edmund Stasiak – gitara, chórki
- Jarosław Szlagowski – perkusja, saksofon

### Muzycy sesyjni
- Wojciech Szczęch – saksofon[1]